# Шэй, Арт
Арт Шэй (англ. Art Shay; 31 марта 1922, Бронкс, Нью-Йорк — 28 апреля 2018, Дирфилд) — американский фотограф и писатель.

## Биография
Арт Шэй родился в Бронксе в 1922 году. Во время Второй мировой войны служил штурманом в ВВС Армии США (англ. USAAF). После войны работал репортёром в Life, с 1948 года жил в Чикаго, создавая фотографии для Time, Fortune, The New York Times. Получил всемирное признание за свои портреты известных людей: Марлона Брандо, Элизабет Тейлор, Джона Кеннеди и многих других, выполненные в лишённой официоза манере, раскрывающей внутренний мир знаменитостей.
В 1949 году Арт Шэй знакомится с Нельсоном Олгреном, известным американским писателем. Знакомство перерастает в совместное творчество и дружбу, продолжавшуюся всю жизнь.
Одна из самых известных фотографий Шэя — «Симона де Бовуар в Чикаго», сделанная им в 1950 году.
Шэй опубликовал более 75 изданий по различным темам. В конце 1960-х — начале 1970-х годов он написал две серии иллюстрированных детских книг, изданных Reilly & Lee.
2 февраля 2015 года в издательстве  Seven Stories Press была опубликована новая книга Арта Шэя «Моя Флоренс», иллюстрирующая жизнь его покойной жены Флоренс в Чикаго XX столетия. Она ушла из жизни в 2012 году после 67 лет брака.